# Babbitt (Minnesota)
Babbitt é uma cidade localizada no estado americano de Minnesota, no Condado de St. Louis.

## Demografia
Segundo o censo americano de 2000, a sua população era de 1670 habitantes.
Em 2006, foi estimada uma população de 1597, um decréscimo de 73 (-4.4%).

## Geografia
De acordo com o United States Census Bureau tem uma área de
276,4 km², dos quais 273,6 km² cobertos por terra e 2,8 km² cobertos por água. Babbitt localiza-se a aproximadamente 452 m acima do nível do mar.

## Localidades na vizinhança
O diagrama seguinte representa as localidades num raio de 32 km ao redor de Babbitt.